# Снытка
Снытка — река в Орловской области России, правый приток реки Нугрь.

## Описание
Длина реки составляет 29 км, площадь водосборного бассейна — 160 км². Исток к северо-западу от деревни Топкий Ржавец в Болховском районе. В верховьях река течёт на запад-юго-запад, затем поворачивает вправо (в этом месте по реке проходит граница с Орловским районом) и далее течёт в основном на север. Впадает в реку Нугрь по правому берегу в 47 км от её устья, немного ниже (севернее) села Борилово. Имеются пруды на притоках.
Населённые пункты на реке (от истока): Татинки, Пальчикова, Кутьма, Федосеевский, Деевские Хутора, Знаменское, Федосеевка, Старица, Архангельский, Малая Кутьма. Крупнейшие населённые пункты всего бассейна — Черногрязка, Злынский Конезавод, Новый Синец.
Гидрология
Средний многолетний расход воды у гидрологического поста в Малой Кутьме (2,6 км от устья) — 0,71 м³/с, средний расход воды весеннего половодья — 39,9 м³/с.
Бассейн представляет собой волнистую равнину, изрезанную балками. Лесистость бассейна — 2 %, озёрность — менее 1 %.

## Данные водного реестра
По данным государственного водного реестра России относится к Окскому бассейновому округу, водохозяйственный участок реки — Ока от города Орёл до города Белёв, речной подбассейн реки — бассейны притоков Оки до впадения Мокши. Речной бассейн реки — Ока. Код объекта в государственном водном реестре — 09010100212210000018640.